# Mikroregion Pojizeří
Mikroregion Pojizeří je dobrovolný svazek obcí v okrese Semily v Libereckém kraji. Sídlem mikroregionu je Benešov u Semil. Jeho cílem je vzájemná spolupráce obcí a koordinace jejich činností v oblasti rozvoje regionu. Sdružuje celkem 13 obcí a byl založen v roce 1999.

## Obce sdružené v mikroregionu
- Benešov u Semil
- Bělá
- Bozkov
- Bystrá nad Jizerou
- Košťálov
- Libštát
- Příkrý
- Slaná
- Háje nad Jizerou
- Stružinec
- Roprachtice
- Jesenný
- Roztoky u Semil